# 相如街道
相如街道，原为相如镇，是中华人民共和国四川省南充市蓬安县下辖的一个乡镇级行政单位。2019年10月，撤销相如镇，设立相如街道和周口街道，以原相如镇回龙沟社区、真武山社区、城南桥社区、相如山社区、凤凰山社区、铧厂社区、团包岭社区、土祖庙社区、火车站社区，以及凤仙寨村、龙岗寨村、木耳坝村、玉龙山村、海林沟村、三星桥村、板桥院村、黄金沟村、天灯垭村、古楼沟村、清水铺村、陡滩桥村、大星寨村、龙滩桥村、黎家店村、罐子坝村、固州寨村、杨家桥村、塔子山村、檬子垭村、油坊沟村、雁坪坝村、龙王山村、团结村、藤茨沟村、帽合沟村、团包岭村、回龙沟村所属行政区域为相如街道的行政区域；以原相如镇建设南路社区、东风路社区、下河街社区、磨子西街社区、磨子东街社区、笔架山社区、龙角山社区、三湾堰社区、青龙街社区，以及马儿梁村、小泥溪村、牛毛漩村、中堂村、毛坝子村、双河口村、青高村、七里半村、堂房村、熊家梁村、敖家沟村、彭家沟村、龙角村、木桥沟村所属行政区域为周口街道行政区域。

## 行政区划
相如街道下辖以下地区：
回龙沟社区、真武山社区、城南桥社区、相如山社区、凤凰山社区、铧厂社区、团包岭社区、土祖庙社区、火车站社区，以及凤仙寨村、龙岗寨村、木耳坝村、玉龙山村、海林沟村、三星桥村、板桥院村、黄金沟村、天灯垭村、古楼沟村、清水铺村、陡滩桥村、大星寨村、龙滩桥村、黎家店村、罐子坝村、固州寨村、杨家桥村、塔子山村、檬子垭村、油坊沟村、雁坪坝村、龙王山村、团结村、藤茨沟村、帽合沟村、团包岭村、回龙沟村。